# 낙타젖

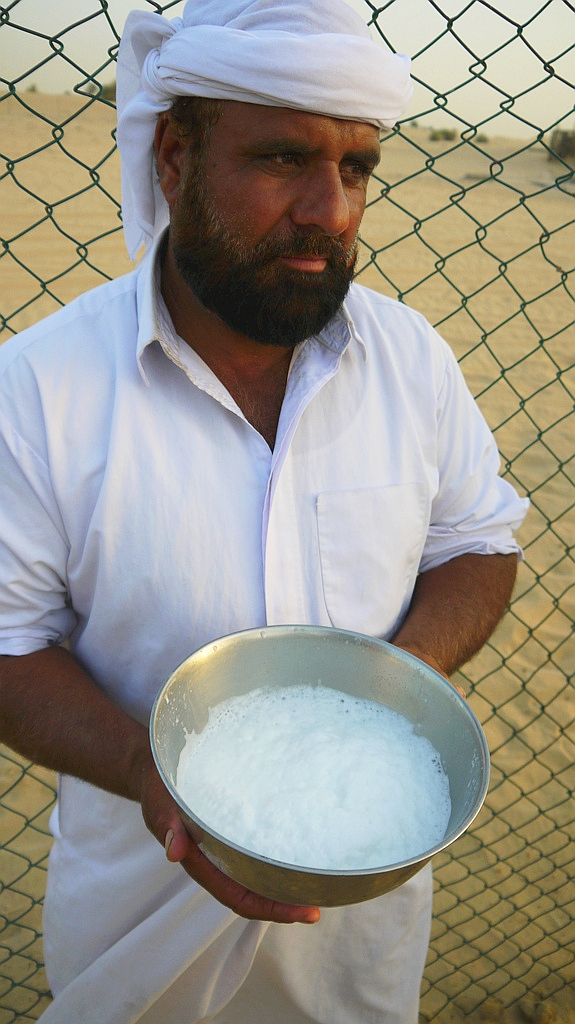
낙타젖

낙타젖 또는 낙타유(駱駝乳)는 낙타에게서 나는 젖의 일종이다. 낙타젖은 아랍에미리트, 소말리아 등의 사막 지대에서 찾아볼 수 있으며 미국에서도 흔하게 볼 수 있다.
낙타젖은 소젖(우유)에 비해서 젖산이 더 적지만 포타슘, 마그네슘, 철분, 구리, 망간, 소듐, 아연의 함량은 소젖보다 낙타젖에서 더 높다. 또한 낙타젖은 소젖이나 염소젖보다 콜레스테롤의 함량이 낮으며, 비타민 C는 우유의 3배, 철분은 10배 더 많다. 불포화지방산과 비타민 B의 함량 역시 다른 젖에 비해서 낙타젖이 더 높다. 하지만 비타민 A와 비타민 B2의 함량은 더 낮으며 전체 지방의 양은 우유보다 더 많다. 낙타젖으로 치즈 제품을 만들 수도 있다.